# Cantón de Le Croisic
El cantón de Le Croisic era una división administrativa francesa, que estaba situada en el departamento de Loira Atlántico y la región de Países del Loira.

## Composición
El cantón estaba formado por tres comunas:
- Batz-sur-Mer
- Le Croisic
- Le Pouliguen

## Supresión del cantón de Le Croisic
En aplicación del Decreto n.º 2014-243 de 25 de febrero de 2014, el cantón de Le Croisic fue suprimido el 22 de marzo de 2015 y sus 3 comunas pasaron a formar parte del nuevo cantón de La Baule-Escoublac .